# Liste der Biografien/Pex
Liste der Biografien |
Portal Biografien |
Personensuche
# |
A |
B |
C |
D |
E |
F |
G |
H |
I |
J |
K |
L |
M |
N |
O |
P |
Q |
R |
S |
T |
U |
V |
W |
X |
Y |
Z |
?
 
Pa |
Pc |
Pe |
Pf |
Ph |
Pi |
Pj |
Pk |
Pl |
Pm |
Pn |
Po |
Pr |
Ps |
Pt |
Pu |
Pv |
Pw |
Py
 
Pea |
Peb |
Pec |
Ped |
Pee |
Pef |
Peg |
Peh |
Pei |
Pej |
Pek |
Pel |
Pem |
Pen |
Peo |
Pep |
Peq |
Per |
Pes |
Pet |
Peu |
Pev |
Pew |
Pex |
Pey |
Pez
Die Liste der Biografien führt alle Personen auf, die in der deutschsprachigen Wikipedia einen Artikel haben. Dieses ist eine Teilliste mit 4 Einträgen von Personen, deren Namen mit den Buchstaben „Pex“ beginnt.

## Pex
- Pex, Kid, kroatisch-österreichischer Hip-Hop-MusikerKid Pex

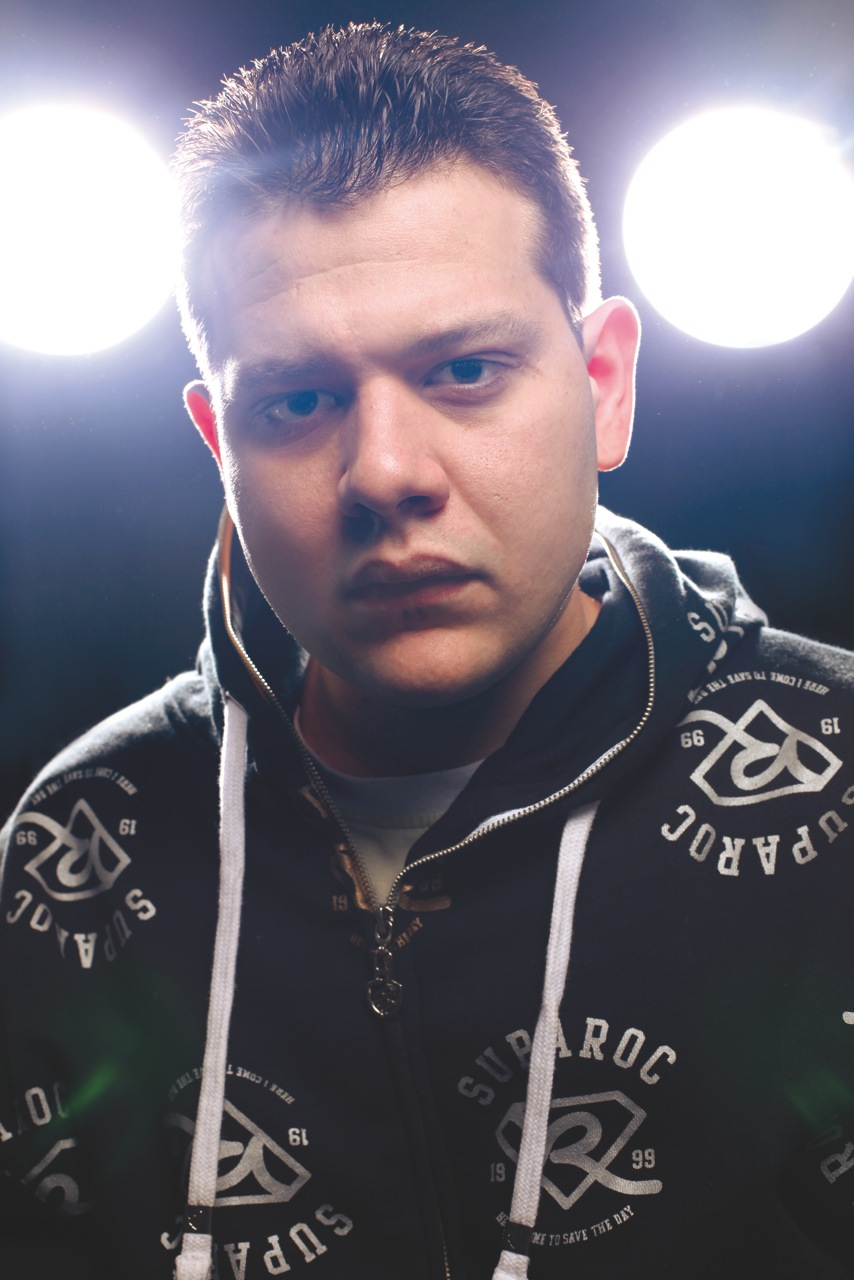
Kid Pex

### Pexa
- Pexa, Aelred (1904–1974), österreichischer Abt des Stiftes Rein
- Pexa, Hans (1919–1996), österreichischer Politiker (SPÖ), Präsident des Salzburger Landtages

### Pexe
- Pexenfelder, Michael (1613–1685), bayerischer Ordensgeistlicher (Jesuit), Rhetoriker und Lexikograph